# Порядок наследования иракского престола

Герб бывшей иракской королевской семьи

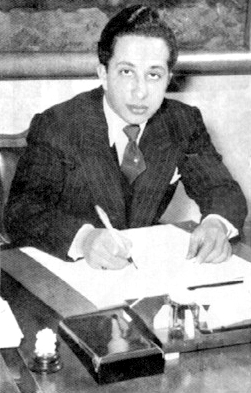
Фейсал II (1935—1958), последний (3-й) король Ирака из династии Хашимитов (1939—1958)

Иракская монархия была ликвидирована 14 июля 1958 года в результате государственного переворота, организованного бригадным генералом Абд аль-Каримом Касемом.
В настоящее время претендентом на упразднённый иракский престол является принц Раад бин Зейд (род. 1936), единственный сын Зейда ибн Хусейна (1898—1970), главы Иракского королевского дома (1958—1970).

## Наследственное право
Согласно статьям 19 и 20 Конституции 1925 года, «Суверенитет конституционного Иракского королевства пребывает в народе. Он, как вклад, верен королю Фейсалу I, сыну Хусейна, а после него его наследникам». Престолонаследником будет являться старший из мужских нисходящих короля по прямой линии в соответствии с особым законом о преемстве.
В 1943 году в Конституцию были внесены изменения. Наследником престола, согласно статьям 19 и 20 прежней конституции, должен был быть старший сын короля по прямой линии, в соответствии с положениями закона о престолонаследии. В случае отсутствия у правящего монарха наследника престола, взрослый член династии из потомков старших сыновей короля Хусейна бин Али должен был стать наследником до рождения престолонаследника. Женщины были исключены из порядка наследования.

## Текущая линия наследования
- Король Хиджаза Хусейн I (1854—1931)
  -  Король Хиджаза Али I (1879—1935)
    -  Наследный принц Абд аль-Илах (1913—1958)

  -  Король Фейсал I (1885—1933)[1]
    -  Король Гази I (1912—1939)[1]
      -  Король Фейсал II (1935—1958)[1]

  -  Принц Зейд (1898—1970)
    -  Принц Раад (род. 1936)
      - (1) Принц Зейд II (род. 1964)
        - (2) Принц Раад II (род. 2001)

      - (3) Принц Миред (род. 1965)
        - (4) Принц Ракан (род. 1995)
        - (5) Принц Джафар (род. 2002)

      - (6) Принц Фираз (род. 1969)
        - (7) Принц Хашем (род. 2010)

      - (8) Принц Фейсал (род. 1975)
        - (9) Принц Хусейн (род. 2013)[2]

## Порядок наследования в июле 1958 года
- Король Хиджаза Хусейн I (1854—1931)
  -  Король Хиджаза Али I (1879—1935)
    -  (1) Наследный принц Абд аль-Илах (род. 1913)

  -  Король Фейсал I (1885—1933)
    -  Король Гази I (1912—1939)
      -  Король Король Фейсал II (род. 1935)

  -  (2) Принц Зейд (род. 1898)
    -  (3) Принц Раад (род. 1936)